# Gunther Holtorf
Gunther Holtorf (ur. 4 lipca 1937 w Getyndze, zm. 4 października 2021) – niemiecki podróżnik, który w latach 1989–2014 odbył podróż dookoła świata w Mercedesie 300GD, odwiedzając 180 państw. Zdobywca rekordu Guinnessa w kategorii największej liczby krajów odwiedzonych samochodem (nie po kolei).

## Życiorys
Gunther Holtorf urodził się 4 lipca 1937 w Getyndze. Ukończył liceum we Frankfurcie w 1957, przez krótki czas uczęszczał do szkoły oficerskiej, w 1958 roku rozpoczął praktykę w Lufthansie. W 1957 zorganizował podróż do Ameryki Środkowej i Południowej dla Bamberger Symphoniker, którym towarzyszył. W 1962 przeniósł się do Argentyny wraz z pierwszą żoną i córką Sabine, a następnie do Chile w 1964, skąd został wydalony w następnym roku. Przez krótki czas był kierownikiem Lufthansy na Gran Canarii, a następnie w 1966 z rodziną przeniósł się do Hongkongu. Po powrocie do Niemiec w 1970 rozstał się z żoną i wziął ponownie ślub. W 1973 przeprowadził się do Indonezji, a w 1979 do Urugwaju. Zrezygnował z pracy w Lufthansie w 1985 i przeniósł się do linii Hapag-Lloyd Flug w Hanowerze jako dyrektor. Tam też poznał trzecią żonę, Beate. Po tym jak odrzucono jego projekt konkurowania z Lufthansą w połączeniach krajowych, złożył rezygnację w 1988.

### Podróż
W 1988 zakupił niebieskiego Mercedesa 300GD, którego nazwał „Otto” i wraz z żoną ruszyli w podróż po Afryce. W trakcie wyprawy para postanowiła się rozwieść, ale mimo rozstania, Gunther Holtorf chciał kontynuować podróż. Dzięki ogłoszeniu, które zamieścił w Die Zeit, w 1989 poznał Christine (która później została jego żoną). Dokonali przeróbek samochodu, by nadać mu cechy kampera i w 1990 razem wrócili do Afryki. Pierwotny plan zakładał dwuletnią podróż. Przebieg 100 000 kilometrów samochód przekroczył w styczniu 1993 w Mozambiku. Przejechanie Afryki zajęło parze 5 lat, następnie podjęli decyzję o kontynuowaniu podróży w Ameryce Południowej, gdzie samochód został dostarczony w kontenerze drogą morską.
Do końca 1997 odwiedzili każdy kraj na południe od Amazonki, a w 1998 w Argentynie przebyli dwustutysięczny kilometr podróży. Do Stanów Zjednoczonych przybyli w 1999. Niemal cały rok 2000 i 2001 Otto spędził w magazynie w New Jersey. Następnym celem była Australia, Nowa Zelandia, Austria, Portugalia i kilka państw Afryki.
W 2003 u Christine wykryto pierwsze objawy rozwijającego się guza.
Jednym ze środków finansowania wyprawy był atlas (początkowo mapa) Dżakarty, który Gunther Holtorf opracował jeszcze w 1977. Podczas podróży Gunther i Christine wielokrotnie wracali do Dżakarty, zostawiając samochód w innym kraju, by wprowadzać dalsze poprawki do atlasu, który z czasem rozrósł się do ponad 400 stron. Prace nad atlasem spowalniały podróż, a jednocześnie rosła w tym zakresie konkurencja. Dlatego w 2005 Gunther Holtorf zarzucił prace nad nim i skupił się wyłącznie na podróży.
W 2005 Gunther i Christine rozpoczęli podróż w Libii, będącej 69. krajem na trasie. W sierpniu tego samego roku dotarli do Kazachstanu, będącego setnym krajem, gdzie jednocześnie przekroczyli 500 000 kilometrów.
Ze względu na pogarszający się stan zdrowia, w 2007 Christine zrobiła przerwę w podróży, a zastąpił ją jej syn Martin, którego Gunther kilka lat wcześniej adoptował. Christine podjęła podróż w kolejnym roku, podczas podróży przez Karaiby. Musiała ostatecznie zrezygnować w 2009, wcześniej pozostając długi czas w Bawarii na radioterapii i chemioterapii. W 2010 Christine i Gunther wzięli ślub, zaś 2 tygodnie później Christine zmarła. Wcześniej poprosiła Gunthera, by ten kontynuował podróż.
W czerwcu 2011 Gunther Holtorf był pierwszym zmotoryzowanym turystą z Zachodu w Korei Północnej – wizyta wymagała długich negocjacji, w czym towarzyszył Urząd Spraw Zagranicznych Republiki Federalnej Niemiec. Po miesiącach ustaleń i dokładnym zaplanowaniu trasy, zezwolono na przetransportowanie Otto z chińskiego portu Dalian do północnokoreańskiego Nampo. Pobyt był ściśle nadzorowany przez koreańskie władze. Z trudnościami dyplomatycznymi Gunther Holtorf spotkał się też m.in. przy przyjeździe do Białorusi, Chin, Mjanmy czy Kuby.
W 2013 razem z Guntherem podróżowała też jego przyjaciółka, Elke Dreweck.
Gunther Holtorf zakończył swoją podróż pod Bramą Brandenburską w październiku 2014, po pokonaniu 884 tys. kilometrów. Ostatnim krajem, który odwiedził, była Białoruś.
Otto został sprzedany do muzeum Mercedes-Benz Welt w Stuttgarcie. Klucze odebrał osobiście prezes Daimler AG Dieter Zetsche, choć nie były to oryginalne klucze, które w ciągu 26 lat zużyły się.

### Liczba odwiedzonych krajów
Wyczyn Gunthera został wpisany do Księgi rekordów Guinnessa w kategorii największej liczby krajów odwiedzonych samochodem (nie po kolei). Liczba odwiedzonych krajów zanotowana w księdze to 180. Liczba krajów uznawanych przez Guinnessa to 193 kraje Narodów Zjednoczonych, plus Tajwan i Watykan. Gunther Holtorf nie odwiedził 16 z nich. Z powodu niebezpiecznej sytuacji nie odwiedził Somalii, Sudanu Południowego (powstałego w 2011) i  Czadu. Z powodów logistycznych oraz finansowych, nie dotarł do Republiki Zielonego Przylądka, Wysp Świętego Tomasza i Książęcej oraz Bahamów. Antigua i Barbuda odmówiły mu wstępu. Pozostałe dziewięć krajów to oceaniczne wyspy, na których brak jest dróg pozwalających poruszać się samochodem. Dokumentujący podróż serwis Ottos Reise/Otto's Journey wylistował 205 krajów, wliczając w to terytoria jak Ceuta (odwiedzona w 1990 roku), Wyspy Alandzkie (2005), czy Makau (2011). Niektóre źródła podają jeszcze wyższą liczbę krajów: 215. W wywiadzie z 2013 roku, jeszcze przed zakończeniem podróży, Gunther Holtorf powiedział, że za kraj uznawał terytorium z własną walutą lub sytuacją prawną.

## Współpraca z przedsiębiorstwem Merdeces-Benz
Mercedes-Benz w 2004, świadomy wizerunkowych korzyści, jakie podróż może przynieść serii G, zaproponowała sponsorowanie podróży. Gunther Holtorf odmówił, obawiając się, że materiały promocyjne na samochodzie będą niepotrzebnie zwracać uwagę. Chciał też mieć zapewnioną wolność podróży. Firma zapłaciła jednak za transport samochodu z Australii do Niemiec, oraz wynegocjowała ubezpieczenie obejmujące cały świat. Pomogła również przy formalnościach wizowych podczas podróży przez Chiny oraz pokryła niezbędne koszty formalne.
Pobyt na Kubie okazał się możliwy dzięki temu, że syn Fidela Castro pracował dla dystrybutora Mercedesa.

## Otto

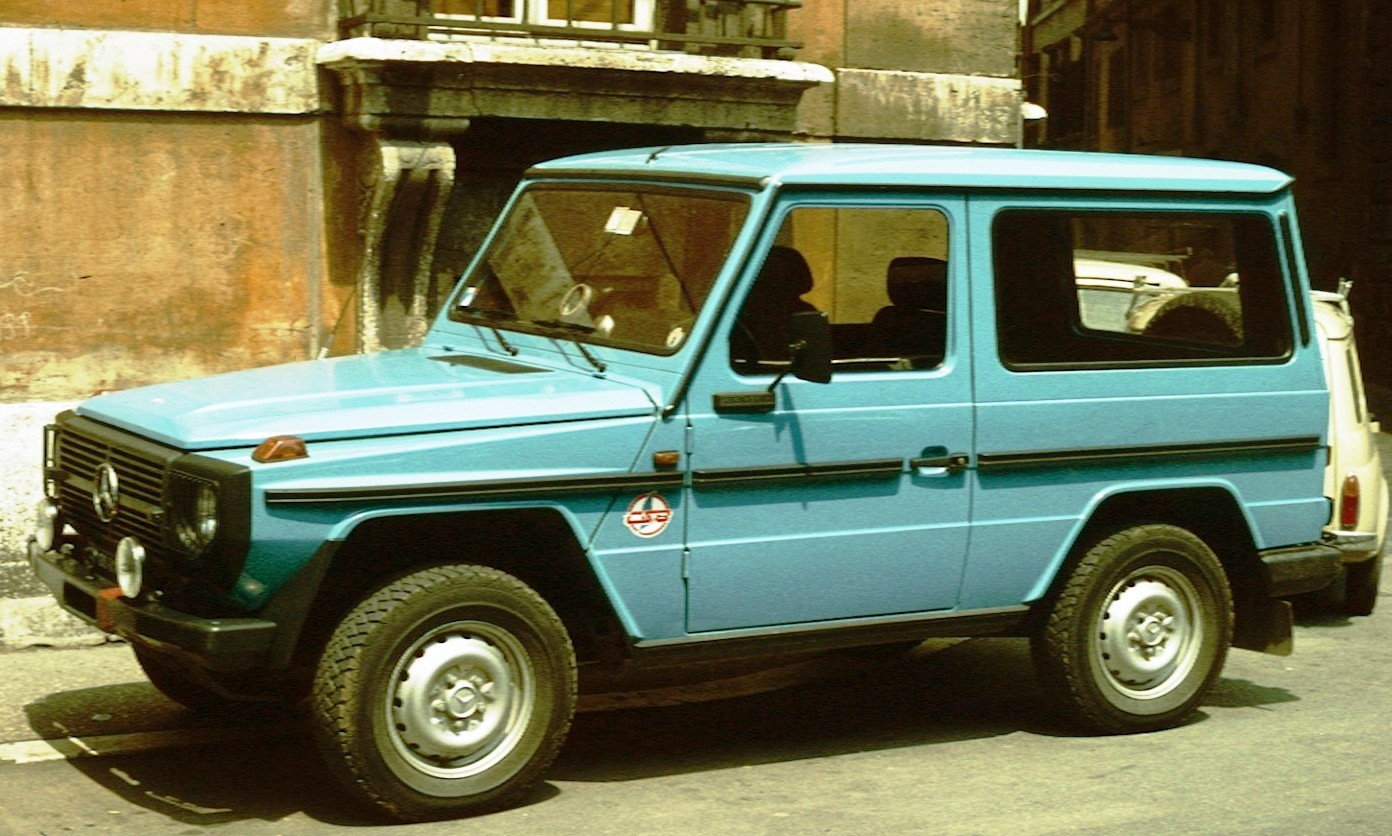
Mercedes Benz klasy G W461 – taki sam model jak Otto

Otto jest Mercedesem 300GD, model W461, wyprodukowanym w 1988, o numerach rejestracyjnych FB 126 C. Na cele podróży został przebudowany: w tylnej części zamontowano materac, pod nim zainstalowano urządzenia kuchenne. Na dachu umieszczono skrzynie na dodatkowy sprzęt. Samochód jeździł z ładunkiem około 500 kilogramów. Gunther Holtorf dbał o samochód, regularnie dokonując wymiany oleju i zużywających się części, dzięki temu udało się uniknąć awarii, których nie dałoby się usunąć samodzielnie. Choć samochód mógł osiągać 130 km/h, rzadko kiedy przekraczał 80 km/h. W trakcie podróży przez Kenię, Holtorf wymontował klimatyzację – od tego czasu samochód przeważnie jeździł z jednym oknem otwartym. Samochód od początku był wyposażony w GPS, jednak wskazujący tylko pozycję i kierunek, bez mapy.
W trakcie podróży Otto zużył ponad 100 000 litrów paliwa, spalając około 12 litrów na 100 kilometrów. Koszt części zamiennych przez całą podróż wyniósł 85 tys. euro.